# Podróż (film 1967)
The Trip – niskobudżetowy film wydany przez American International Pictures, w reżyserii Rogera Cormana.

## Fabuła
Paul Groves (Peter Fonda) przeżywa rozwód z żoną, do tego spotyka go niemoc twórcza w pracy reżyserskiej. Postanawia on, w celu lepszego poznania własnych emocji i oderwania się od rzeczywistości, zakupić LSD od lokalnego dilera. Przewodnikiem i opiekunem Paula podczas doświadczenia psychodelicznego jest jego przyjaciel John. Incydentalnie wystraszony Paul ucieka, trafiając kompletnie odurzonym na ulice Los Angeles, tętniące nocnym życiem.

## Obsada
- Bruce Dern – John
- Peter Fonda – Paul Groves
- Luana Anders – kelnerka
- Susan Strasberg – Sally Groves
- Salli Sachse – Glenn
- Dennis Hopper – diler

## Soundtrack
Wszystkie utwory wykonał Electric Flag.
1. Peter's Trip
2. Psyche Soap
3. M-23
4. Synesthesia
5. Hobbit
6. Fewghh
7. Green and Gold
8. Flash, Bam, Pow
9. Home Room
10. Practice Music
11. Fine Jung Thing
12. Senior Citizen
13. Peter Gets Off
14. Fine Jung Thing
15. Gettin' Hard

## Kontrowersje
The Trip trafił na rynek brytyjski w 2002 roku, 35 lat po jego wydaniu. BBFC
czterokrotnie odrzuciło starania o przyznanie certyfikatu, argumentując że film propaguje
narkomanię i zachęca do brania LSD.